# Stuart Tinney
Stuart Tinney (ur. 7 grudnia 1964) – australijski jeździec sportowy, złoty medalista olimpijski z Sydney.
Sukcesy odnosił we Wszechstronnym Konkursie Konia Wierzchowego. Brał udział w dwóch igrzyskach (IO 00, IO 04). W 2000 wywalczył złoto w konkursie drużynowym. Startował na koniu Jeepster.